# Erigone irrita
Erigone irrita Jocqué, 1984 è un ragno appartenente alla famiglia Linyphiidae.

## Distribuzione
La specie è endemica del Sudafrica.

## Tassonomia
È stato osservato solamente l'olotipo della specie nel 1964 e ad oggi, 2014, non sono note sottospecie.